# Петрович-Шане, Душан
Душан Петрович-Шане (серб. Душан Петровић Шане; 28 июня 1914, Крагуевац, Австро-Венгрия — 21 июля 1977, Белград, СФРЮ) — югославский сербский государственный деятель, председатель Скупшины Социалистической Республики Сербии (1963—1967), Народный герой Югославии.

## Биография
После окончания начальной школы и двух лет обучения в средней школе был вынужден прервать обучение из-за бедственного финансового положения семьи и начать помогать отцу-камещику.
В 1934 году вступил в Союз коммунистической молодёжи Югославии, в 1935 году — в Коммунистическую партию Югославии (КПЮ); в 1937 году стал одним из организаторов и руководителей забастовок в Крагуеваце. В течение нескольких месяцев жил в подполье, в начале 1938 года был избран секретарём КПЮ в Крагуеваце и членом обкома КПЮ Крагуеваца. Вследствие активной революционной работы неоднократно подвергался арестам и допросам, но в отсутствие доказательств не был осуждён.
После фашистской оккупации Королевства Югославии в 1941 году как инструктор провинциального комитета Коммунистической партии Сербии занимался организацией партизанского отряда в Шумадии, став в нем заместителем политического комиссара, затем продолжал национально-освободительную борьбу в районе Аранджеловаца, сначала в партизанском отряде, а затем — в бригаде. В 1943—1944 годах активно участвовал в формировании Шумадийской бригады, в 1944 году стал членом провинциального комитета Коммунистической партии Сербии.
В послевоенное время занимал ряд ответственных государственных и партийных должностей:
- 1945—1949 гг. — председатель центрального Совета федерации профсоюзов Сербии.
- 1948—1953 гг. — вице-премьер, заместитель председателя Исполнительного вече Народной Республики Сербии,
- 1953—1958 гг. — заместитель председателя,
- 1963—1969 гг. — председатель Скупшины Социалистической Республики Сербии,
- 1969—1974 гг. — председатель Центрального совета Союза профсоюзов Югославии.

С 1974 года — председатель союзной конференции Социалистического союза трудового народа Югославии.
Избирался членом ЦК Союза коммунистов Югославии и в 1966 году — членом Президиума ЦК СКЮ.
В 1952 году был удостоен звания Народного героя Югославии.